# Lorenzo Garaventa
Lorenzo Garaventa (Gênes, 1913 - Gênes, 1999) est un sculpteur et un dessinateur italien du XXe siècle.

## Biographie
Lorenzo Garaventa a été un élève d'Antonio Quinzio et Eugenio Baroni. Il fréquenta l'Académie des beaux-arts de Ligurie (1929-1935), ainsi que l'Académie du dessin de Florence (1936-1940).
En 1933 il participa à l'exposition  Promotrice de Gênes et organisa des expositions personnelles en Italie, Suisse, États-Unis et Amérique du sud.
En 1992, la ville de Gênes lui consacra une exposition rétrospective au musée de Sant'Agostino de la ville.
En 1999, il accepta de réaliser la reconstruction des statues des Doria (détruites par les Jacobins dans les années 1797), situées à l'entrée du Palazzo Ducale de Gênes. Il termina la statue d'Andrea Doria de  Giovanni Angelo Montorsoli, et démarra celle de Giovanni Andrea Doria, mais sa mort en 2003 l'empêcha de terminer l'œuvre. 
Lorenzo Garaventa a fait don à la Società Economica di Chiavari d'une grande partie de son œuvre conservée au musée Garaventa de Chiavari.

## Œuvres
- Sculptures d'Andrea Doria copie de celle de Giovanni Angelo Montorsoli et de Giovanni Andrea Doria copie de Taddeo Carlone, Gênes.
- Nu, bronze/cire de 16 cm, Gênes.
- S.T 1960, bronze de 30 cm, Gênes.
- Ninfeide, aéroport, Gênes[1].
- Quatre Anges de 100 cm, autel, église des Pères Somasques, Rapallo.